# Вукашин Шошкоћанин
Вукашин Шошкоћанин (Борово Село, 24. јун 1958 — река Дунав, 15. мај 1991) био је ратни командант Срба у Хрватској. Био је предсједник мјесне заједнице и командант одбране Борова Села током рата у Хрватској.

## Биографија
Рођен је 24. јуна 1958. године у Боровом Селу од оца Милана и мајке Љубице који су поред њега имали још два сина, Радована и Душана. Постао је члан Српске демократске странке 1990. године. Прије рата, радио је као ветеринарски техничар у Вуковару.

## Смрт и наслеђе
Околности његове смрти су још увијек у великој мјери нејасне. Око 10:30 часова прије подне 15. маја 1991. године, док се враћао из посјете избјегличком кампу у Војводини, удавио се у Дунаву у „бродској несрећи”. Милан Парошки је јавно довео у питање званични узрок смрти и изнио тврдње да је ронилац (Југословенске ријечне флотиле или Службе државе безбједности) одговоран за Вукашинову смрт. Парошки још тврди да је Вукашин био „одличан пливач”. Његова смрт је још увијек означена као смрт под неразјашњеним околностима.
Након његове смрти, основна школа у Борову Селу је добила име по њему. Постхумно је одликован звањем „Народног јунака” у Белом Манастиру 25. септембра 1991. Штросмајеровој улици у Илоку је 21. фебруара 1992. године промјењен назив у Улицу Вукашина Шошкоћанина.
У једном београдском насељу је 2021. године осликан мурал у његову част.

## Галерија
- Спомен-плоча Шошкоћанину на породичној капели на гробљу у Боровом Селу где је Шошкоћанин првобитно био сахрањен
- Надгробни споменик Шошкоћанина у манастиру Бођани